# ルノー・パルス
パルス（PULSE ）はフランスの自動車メーカー、ルノーがインドにて発売していたコンパクトカー。生産はインド・タミル・ナードゥ州のチェンナイ近郊にあるルノーと日産自動車の合弁会社にて行われた。

## 概要
2011年10月29日、概要が発表され、翌2012年1月6日に発表された。インドにおけるルノー車のラインナップとしてはフルエンス、コレオス（韓国から部品単位で納入するセミノックダウン生産方式）に続くラインナップとなった。
エクステリアはVプラットフォームを採用する4代目日産・マーチ（マイクラ）をベースに、マハラシュトラ州ムンバイにあるルノーデザインセンターで開発されたものである。

## 歴史

### 初代（2012年 - 2017年）
2012年1月6日、発売開始。オプションでエアロパーツや専用のアルミホイール、デカール、ルノースポールのエンブレムといった「RSキット」も用意される。
エンジンは当初、64PSの1.5L・SOHC8バルブ直列4気筒のコモンレール式のK9K型（通称「dCi」）ディーゼルエンジンのみが用意され、ガソリンエンジンは設定がなかったが、追って76PSの1.2L・DOHC12バルブ直列3気筒のXH5（HR12DE）型ガソリンエンジンが追加されたことでガソリン、ディーゼルの2種となった。両エンジンともトランスミッションは5MTのみでATやCVTの設定はない。
グレードは「RxL」と「RxZ」、「RxE」（ガソリンエンジンのみ）の3種で、「RxE」は「RxL」からパワーウインドウやリモコンドアロック、ホイールカバーなどが省略され、「RxZ」は「RxL」の装備に加えて15インチアルミホイール、スマートアクセスキーシステム、プッシュスタートボタン、本皮革ステアリング、ルーフスポイラーなどが装備される。なお、全車エアバッグは運転席側が標準装備で、助手席側は「RxZ」のみ標準装備、他はオプションである。
2015年には販売不振により生産が一時中断、その後も需要は低迷し、2017年10月にはすでに生産を終了していたことが明らかとなった。
間接的な後継車種はクウィッド。